# Spore (computerspel)
Spore (ook bekend als SimEverything) is een levenssimulatiespel van Will Wright waarbij het uitgangspunt is de volledige geschiedenis en de toekomst van het leven te simuleren. Het spel van Maxis is officieel uitgekomen op 4 september 2008.
Spore is een evolutiegame of godgame. De speler reist langs verschillende generaties van een soort en laat deze evolueren van een eencellig organisme tot een ingewikkelder wezen. Als het dan uiteindelijk intelligent genoeg is geworden, verandert het spel: de speler hoeft zich dan niet langer zorgen te maken over het uiterlijk en het karakter, maar ontwikkelt vanaf dat moment de beschaving van de diersoort. Op een zeker moment ontwikkelt de gemeenschap een ruimteschip, waarmee de rest van het heelal verkend kan worden. Net zoals bij de meeste andere Maxis-games zijn er geen duidelijke doelstellingen en is men vrij om te doen wat men wil. "Ik wilde de speler zich niet laten voelen zoals Luke Skywalker of Frodo Baggins. Ik wil dat ze George Lucas en J.R.R. Tolkien zijn", aldus Wright.

## Gameplay
Spore is een simulatiespel dat gaat van het cellulaire tot het intergalactische niveau. Het spel bestaat uit meerdere stadia, met elk een eigen speelstijl. De bedenker heeft laten weten dat de speler aan ieder stadium zo veel of zo weinig tijd kan besteden als hij wil. Als een speler een bepaalde stage leuk vindt, dan zal niets hem dwingen naar het volgend stadium te gaan.
Het spel bestaat uit vijf stadia:
- Celfase ('Cell phase'), vergelijkbaar met Pac-Man
- Wezenfase, ('Creature phase'), zoals Diablo
- Stamfase, ('Tribal phase'), zoals Populous
- Beschavingsfase ('Civilization phase'), vergelijkbaar met Risk en Civilization
- Ruimtefase ('Space phase'), een samenvatting van al het voorgaande, over het hele universum

Volgens de bedenker, Will Wright, is het spel ook veel beïnvloed door tv-shows, films en speelgoed, zoals LEGO en Star Wars.
Elke fase in het spel bepaalt het startpunt voor de volgende fase. Het wezen in de stammenfase dat Wright als voorbeeld gebruikte in zijn GDC-presentatie was gebaseerd op het wezen uit de wezenfase. Ook het karakter van het wezen, bijvoorbeeld rationeel of emotioneel en vredelievend of gewelddadig, heeft invloed op het verdere spelverloop.

## Celfase
De speler bestuurt een microbe in een 2D-omgeving, waar de speler moet zorgen dat zijn microbe genoeg eten krijgt zonder dat deze zelf opgegeten wordt. Er zijn veel verschillende celtypes, waarvan velen de microbe van de speler kwaad kunnen doen. Wanneer de microbe verscheidene cellen heeft gegeten, krijgt de speler de mogelijkheid te paren. De speler komt dan in een editor die de mogelijkheid geeft het uiterlijk, de vorm en de mogelijkheden van de microbe aan te passen. Men kan bijvoorbeeld een kleine angel toevoegen aan het wezen, waarmee deze organismen kan aanvallen en waardoor het wezen tevens minder opgegeten zou worden. Elke keer wanneer de microbe voortgaat naar een nieuwe generatie, wordt de microbe groter.
De Celfase is in de loop der tijd sterk veranderd qua uiterlijke kenmerken. Het is nu een veel helderder (en kleuriger) geheel. Wanneer de microbe groter wordt komen de wezens die rondzwemmen in de achtergrond steeds meer naar de voorgrond. Een microbe kan nu bijvoorbeeld opgegeten worden door een veel grotere microbe die eerst in de achtergrond rondzwom. Hoe groter de microbe wordt, hoe meer het land zichtbaar wordt, en uiteindelijk zal de optie om het land op te gaan tevoorschijn komen. Benen zijn niet noodzakelijk om het land op te gaan. Hoewel er aan het einde van de fase wel de mogelijkheid is deze toe te voegen, voor het wezen aan land komt. Wanneer het wezen geen benen heeft, zal het als een slak op het land kruipen.

## Wezenfase
Waar de Celfase de speler alleen maar kennis laat maken met het spel en zijn editor, is de Wezenfase van groot belang voor hoe het wezen van de speler er verder in het spel uit zal zien. Het is vergelijkbaar met de Celfase maar er zijn meerdere verschillen. Het spel speelt zich nu bijvoorbeeld af in een 3D-omgeving. Er zullen andere wezens zijn die de wereld bevolken en vele van deze wezens zijn gecreëerd door andere spelers. Als er bijvoorbeeld een tekort is aan bedreigende wezens terwijl er overal herbivoren lopen te grazen, zal het spel automatisch een aanvallend ras downloaden en laden welke een andere speler heeft gecreëerd, om zo het ecosysteem in balans te houden. Het spel zal ook wezens downloaden die ongeveer even sterk zijn als het wezen van de speler. Als de speler een groter en een sterker wezen creëert, zullen de bedreigende soorten automatisch ook sterker zijn dan de gemiddelde bedreigende soort. De vaardigheden zijn geordend in drie categorieën: vaardigheden, sociaal en aanval. Er zijn ook twee hoofdvaardigheden: gezondheid en snelheid. Onder de categorie vaardigheden zitten: springen, zicht, grijpers, zweefvlucht, sluipen en sprinten. Onder sociaal zitten: zingen, dansen, poseren en charmeren. Onder aanval zitten: bijten, bestormen, slaan en spugen. Ieder soort wezens heeft een eigen naam en van ieder wezen zijn er alfaversies (iets sterker dan de normale versie) en jonge versies (minder sterk dan de normale versie).
In deze fase is het primaire idee nog altijd hetzelfde: verdien DNA-punten door vrienden te maken of door soorten uit te roeien, plant jezelf voort en zorg dat je niet opgegeten wordt. Net als in de vorige fase moet de speler een wezen van het andere geslacht vinden om zich te kunnen voortplanten. Wanneer het wezen een ei gelegd heeft, zal de speler weer in een editor de mogelijkheid hebben om het wezen te laten evolueren, wat gedaan kan worden door lichaamsdelen te kopen met de verzamelde DNA-punten. Wanneer het ei uitkomt wordt de speler eerst een babyversie van het wezen dat hij gecreëerd heeft gegeven. Uiteraard zal deze versie een stuk kleiner zijn en andere verhoudingen hebben, zoals een groter hoofd, en zal de stem hoger klinken. Eventuele nieuwe vaardigheden die het wezen heeft verworven tijdens de laatste evolutie, zullen hem nu worden geleerd door zijn vader/moeder. Hierna wordt het wezen direct volwassen. Het uiteindelijke doel van de Wezenfase is het vergroten van de intelligentie van het wezen. Dit wordt gedaan door de gegeven opdrachten in de linkerbovenhoek te volbrengen. Wanneer het wezen intelligent genoeg is gaat het spel door naar de volgende fase.

## Stamfase
Wanneer hersencapaciteiten van de soort genoeg zijn geëvolueerd, begint de stamfase. Op dit punt stopt de lichamelijke ontwikkeling. Dit omdat de speler geen directe controle meer heeft over een individueel wezen. Het laatste nest van de speler zijn wezen uit de Wezenfase verandert in een basis voor een klein dorp met een 'stamhut' met daarbij een aantal van zijn wezens. Op dit punt speelt de speler een Real Time Strategygame omdat hij de leden van groep kan bevelen te verplaatsen, aan te vallen, et cetera. De speler kan zijn wezens verschillende gereedschappen geven, zoals wapens, muziekinstrumenten en verzamelspullen voor voedsel. Het gedrag van de wezens en hun persoonlijkheden worden aangepast door de dingen die ze krijgen en doen.
Er kan ook contact worden gezocht met andere groepen als de speler dat wil. De speler kan ervoor kiezen de andere stammen voor zich te winnen door muziekinstrumenten te bespelen of giften aan te bieden. De speler kan echter ook iedere stam meedogenloos met vuur en bijlen uitroeien. Er moet ook worden gejaagd, gevist of fruit worden verzameld om de voedselvoorziening op peil te houden. Voedsel dient als valuta, waarmee men nieuwe hutten kan kopen of een baby kan maken. Baby's groeien na verloop van tijd op tot volwassen stamleden.
De speler heeft een totempaal bij de voedselverzamelplaats van zijn/haar kamp. Bij iedere rivaliserende stam die de speler uitschakelt, krijgt de totempaal een boos kijkend hoofd erbij. Wanneer men een stam tot bondgenoot maakt krijgt de paal een blij hoofd bij. Hoe meer hoofden er zijn hoe groter de stam kan worden. Als er vijf dorpen overwonnen zijn of tot bondgenoot zijn gemaakt gaat het spel door naar de volgende fase. De kleur van de hoofden hangt af van de kleur van de andere stam.
De valuta is in dit deel van het spel veranderd in voedsel in plaats van de eerder gebruikte DNA-punten.

## Beschavingsfase
Het kamp van de speler is nu uitgegroeid tot een stad waarvoor gezorgd moet worden. De spelers kunnen een 'building editor' gebruiken om het uiterlijk van de gebouwen in hun stad te veranderen. Net als in de Wezenfase zal het spel proberen uit te vinden welke bouwstijl de speler prefereert, en zal het dingen proberen te downloaden in diezelfde stijl en het toevoegen aan het 'koopmenu'.
Er zijn verschillende soorten gebouwen, het belangrijkste gebouw in het midden van de stad, de 'city hall', is de plek van waar de toegang is tot de editors. Er zijn huizen waar de bevolking kan wonen. Er zijn 'entertainment' gebouwen die de tevredenheid van de inwoners vergroten. Wanneer er te weinig entertainment gebouwen zijn wordt de bevolking ontevreden, en organiseert demonstraties. Door demonstraties lopen ze eerder over naar een tegenstander. Specerijen dienen te worden gewonnen door zo veel mogelijk specerijbronnen te bezetten, en fabrieken te bouwen. De bronnen genereren een bepaald bedrag per minuut, dit bedrag wordt minder als de fase vordert (de bron raakt uitgeput). Fabrieken blijven geld genereren, dit bedrag kan worden vergroot door huizen te verbinden met de fabrieken. Fabrieken maken echter ook de bevolking minder blij, er zullen meer 'entertainment' gebouwen gebouwd moeten worden.
Nu kunnen er ook nog relaties met andere steden worden gelegd, het maakt niet uit of dit handelsrelaties, oorlogscontacten of religieuze contacten zijn. Er kunnen ook allianties gevormd worden. Er wordt behalve een 'building editor' ook voor het eerst een 'voertuigenschepper' geopend waarin de speler vele landvoertuigen, luchtvoertuigen en watervoertuigen kan creëren.
Het doel van deze fase is om de hele planeet onder controle te krijgen en het is aan de speler wat hij hieronder verstaat. Zo kan hij met alle andere wezens op vriendschappelijke voet staan maar hij mag ook rustig alle vijandelijke naties onderwerpen. Het is ook mogelijk vijandelijke steden te bekeren waarna ze naar de speler zullen overlopen. Wanneer men kiest voor handelsbetrekkingen kan men op een gegeven moment steden kopen. Wanneer er genoeg punten zijn verzameld (doorgaans doordat men de hele planeet in de macht krijgt) komt de mogelijkheid vrij om een ufo te bouwen in de ufo-editor en zodoende door te gaan naar de volgende fase.
De valuta is in deze fase veranderd in 'Sporedollars'.

## Ruimtefase
In de laatste fase heeft de speler de controle over een ruimteschip, wat meer mogelijkheden geeft. Zo kan men bijvoorbeeld leven creëren op planeten waar dat nog niet aanwezig was of een minder ontwikkeld ras in het geheim helpen ontwikkelen waardoor het ruimtevaart ontwikkelt en een dankbare bondgenoot wordt. De speler krijgt de beschikking over verschillende terravorming-instrumenten waarmee temperatuur en atmosfeerdikte kunnen worden aangepast. Overigens kan dit ook als een alternatief wapen worden gebruikt tegen vijandige rassen. Dit door het klimaat op hun planeten zodanig te beïnvloeden zodat deze onbewoonbaar worden.
Naarmate de speler zijn rijk uitbreidt zal hij in contact komen met andere rassen met wie gehandeld, samengewerkt of oorlog gevoerd kan worden. Sommige rassen zijn vredelievend en anderen agressief. Door bijvoorbeeld missies uit te voeren en geld te schenken kan men de relaties met rassen verbeteren. Wanneer de relatie goed genoeg is, kan de speler ervoor kiezen om een handelsroute of een bondgenootschap te starten.
Het doel in deze fase is het bereiken van het centrum van de Melkweg. Daar bevindt zich een geheim dat bewaakt wordt door de Grox.

### Badges
In de ruimtefase is het mogelijk om badges te halen, bijvoorbeeld door het terravormen van planeten, het voltooien van missies, het veroveren van kolonies van andere rijken, het sluiten van bondgenootschappen en het handelen in specerijen. Door het behalen van deze badges kunnen nieuwe gereedschappen worden vrijgespeeld. In de ruimtefase zou mogelijk een planeet bewerker hebben gezeten waardoor spelers nieuwe planeten konden creëren of bewerken, die was voor de release uit het spel geknipt voor een onbekende reden.

### Verzamelingen
In de Melkweg zijn ook voorwerpen te vinden, zogenaamde artefacten. Deze artefacten kunnen van alles zijn, zoals beelden, stenen of geschriften, maar ook speciale planeten. Alle artefacten zijn gecategoriseerd in verzamelingen van elk tien bij elkaar horende artefacten. De speler wordt op deze artefacten, wanneer zij in zijn of haar nabijheid verkeren, geattendeerd door de radar van het ruimteschip. Eenmaal verzameld kunnen alle artefacten, met uitzondering van de sprookjesplaneten, verkocht worden aan andere rijken.

### De Grox
De Grox zijn een ras van machineachtige wezens, gehuisvest in een kring van planeten rondom het middelpunt van de Melkweg. Ze zijn zeer agressief, en vallen vaak andere rijken aan. Ook wordt de speler aangevallen wanneer die zich in het territorium van de Grox begeeft. Hierom willen de meeste rijken de Grox vernietigen.

#### Vrienden en Vijanden
De Grox is een groot rijk dat van het begin van het spel vijandig is. Dit zorgt voor -70 vriend & vijandelijke punten. Het is mogelijk om een bondgenootschap te sluiten met de Grox, alhoewel dit zeer moeilijk te bereiken is. Het nadeel hiervan is dat alle andere beschavingen in de ruimtefase een enorme -200 vriend & vijand punten erbij krijgen, aangezien je nu samenwerkt met hun grootste vijand. (Dan breek je de Galactische Code)
Als men voor de eerste keer kennis maakt met de Grox dan kunnen er missies voor ze gedaan worden en kan er bij hen gerepareerd worden. Bij de daaropvolgende bezoeken is dit niet meer mogelijk.

## Massively Single Player Online Game
Wright noemt zijn spel een "massively single player online game'. Multiplayer gaming is bewust geen onderdeel van het spel. Alle wezens, voertuigen en gebouwen die een speler maakt zullen over het internet worden geüpload naar een centrale database (een soort van peer-to-peer systeem), geordend en beoordeeld op kwaliteit. Dat laatste is gebaseerd op hoeveel gebruikers het object in kwestie hebben gebruikt. Het zal vervolgens worden gebruikt om andermans werelden te bevolken. De data die worden verstuurd zullen extreem klein zijn (ongeveer 10 kB). Het enige dat men in feite verstuurt is het DNA, het spel zelf zal na het ontvangen van de data zelf het wezen weer op kunnen bouwen. Als een speler een nieuw stadium binnengaat, zal Spore zelf de nieuwe wezens die nodig zijn importeren. Bijvoorbeeld: als het wezen waarmee men bezig is een middelgrote vliegende carnivoor is, zullen er dus kleine wezentjes nodig zijn om opgegeten te worden, zodat de carnivoor niet uitsterft. In de database zal worden gezocht naar een wezen dat klopt met die beschrijving en zal deze vervolgens downloaden en in de speler zijn wereld importeren. Dit alles geldt niet alleen voor soorten, maar ook voor bijvoorbeeld gebouwen en voertuigen. Voorwerpen zoals tanks, vliegtuigen, onderzeeërs, boten en ufo's. Alles is mogelijk. Als een speler geen internetverbinding heeft, zal het spel gebruikmaken van de tienduizenden voorbeelden op een aparte dvd. Spelers zonder internet kunnen dus ook gewoon een gebalanceerd ecosysteem hebben.

## Spore: Ruimteavonturen
Spore: Ruimteavonturen is een uitbreidingspakket dat sinds 23 juni 2009 in de winkels ligt. Het uitbreidingspakket voegt nieuwe mogelijkheden toe om de speler mee te nemen op avonturen op zelfgemaakte planeten.
Avontuur creëren
In Spore: Ruimteavonturen is het voor de speler mogelijk om zijn of haar eigen avonturen te maken. Men kan voor het avontuur een genre kiezen, een verhaal, queeste, oorlog, puzzel en veel meer. De speler begint met een lege planeet waar men gebouwen en voertuigen moet plaatsen en continenten kan maken. De ruimtekapitein die het avontuur speelt, moet de scènes volgen die door de eigenaar van het avontuur zijn gemaakt.
Men kan de temperatuur, atmosfeer en waterniveau instellen. De speler kan ook planten plaatsen. Als de speler klaar is met het toevoegen van effecten en scènes kan het avontuur gedeeld worden op internetmodus.
Snel-spel
Als de speler het menu van Spore opstart en links in het menu "Ruimteavonturen" aan klikt, kan de speler een avontuur uitzoeken. Het behalen van avonturen wordt beloond met wapens, kracht en nieuwe medailles.
Avontuur bewerken
Spelers kunnen ook avonturen aanpassen van de originele makers. Zij kunnen dingen verplaatsen, toevoegen of verwijderen, zelfs het hele verhaal aanpassen.

## Automatisch gegenereerd
Omdat de gamewereld automatisch wordt gegenereerd is het spel gevarieerd. In Wrights eerste demonstratie creëerde hij een drievoetige hagedis (willosaurus) in de 'creature editor'. De game rekende zelf uit hoe een drievoetig wezen zich zou bewegen. Vervolgens liet Wright een paar wezens zien die van tevoren waren gemaakt en zich voortbewogen. Maxis heeft een aantal extra programmeurs ingehuurd die meer verstand hadden van het automatisch genereren van dingen door gebruik te maken van procedurele algoritmes.

## Prijzen
Het spel won op de E3 2008 de volgende prijzen:
- Best of Show
- Best Original Game
- Best PC Game
- Best Simulation Game

## Trivia
- Will Wright wilde het spel eigenlijk SimEverything noemen, maar had een codenaam nodig tijdens de ontwikkeling. Tijdens de zoektocht naar een naam, kwam het team erachter dat ze Spore leuker vonden en dat het beter bij het spel zelf paste. Wright vond het ontbreken van het woordje 'Sim' "zeer verfrissend".[bron?]
- De oude Spore-website had een zogenaamde Easter egg. Deze laat Will Wright zien met op de achtergrond posters van dingen die het spel hebben beïnvloed.[4]
- Het spel is opgenomen in het boek 1001 Video Games You Must Play Before You Die van Tony Mott.
- Tijdens de installatie van het spel wordt de SecuROM kopieerbeveiliging onaangekondigd geïnstalleerd. Dit leidde tot een collectieve rechtszaak tegen spelontwikkelaar EA. Volgens gebruikers zou het leiden tot een traag en instabiel systeem.[5]